# Phylloid

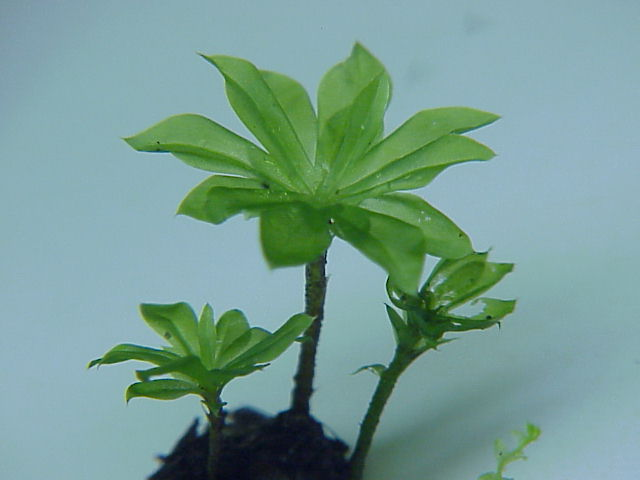
Moosblättchen (Rosettiges Rosenmoos)

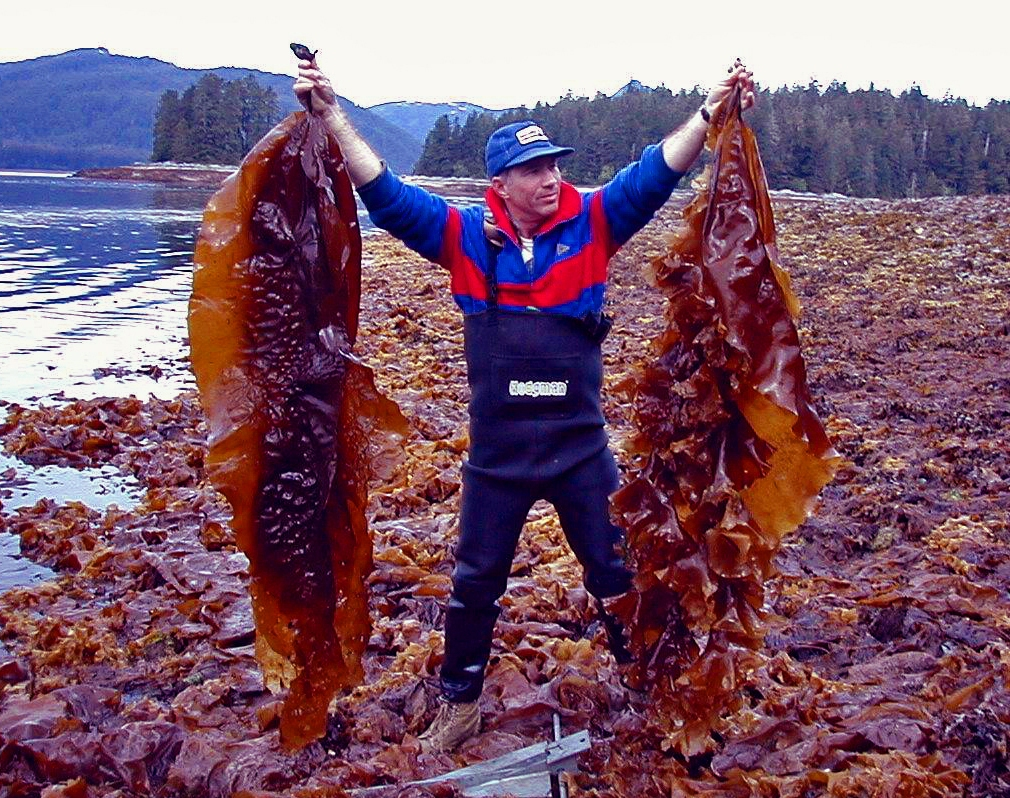
Meterlange Phylloide (Zuckertang)

Phylloide sind flächige, blattähnliche Strukturen von Thallophyten. Wie die Laubblätter der Gefäßpflanzen dienen sie als Organ zur Photosynthese. Sie unterscheiden sich aber durch ihren einfacheren Aufbau und das Fehlen von echten Leitbündeln.
Phylloide kommen bei beblätterten Moosen vor, die meist zarten Strukturen werden auch als „Blättchen“ bezeichnet. 
Außerdem findet man Phylloide bei hochentwickelten Algen, beispielsweise bei vielen Braunalgen. Bei diesen sind die Phylloide derb und können mehrere Meter groß werden. 